# Lądowisko Washabo
Port lotniczy Washabo (IATA WSO) – port lotniczy zlokalizowany w miejscowości Washabo, w Surinamie.